# Dectinomima
Dectinomima is een geslacht van rechtvleugeligen uit de familie sabelsprinkhanen (Tettigoniidae). De wetenschappelijke naam van dit geslacht is voor het eerst geldig gepubliceerd in 1910 door Caudell.

## Soorten
Het geslacht Dectinomima omvat de volgende soorten:
- Dectinomima jenningsi Caudell, 1910
- Dectinomima sagittata Montealegre-Z. & Morris, 2003